# Epidendrum wrightii
Epidendrum wrightii là một loài thực vật có hoa trong họ Lan. Loài này được Lindl. mô tả khoa học đầu tiên năm 1858.